# Kafyr-Kumukh
Kafyr-Kumukh (in russo Кафыр-Кумух? traslitterato anche Kafır-Qumuq) è una città della parte meridionale della Russia europea, nel Daghestan.

## Geografia
Kafyr-Kumukh si trova a 3 km a nordest di Buynaksk (centro amministrativo del distretto), sulla riva destra del fiume Shuraozen.

## Storia
Un tempo la località di Kafyr-Kumukh era sede del palazzo del principe dello shamkhalato di Tarki, distrutto dai bolscevichi durante la guerra civile.

## Società

### Evoluzione demografica
Abitanti censiti